# 柯比 (阿肯色州)
柯比（英語：Kirby）是位於美國阿肯色州派克縣的一個人口普查指定地區。

## 地理
柯比的座標為34°15′01″N 93°38′29″W / 34.25028°N 93.64139°W，而該地最高點為海拔高度202米（即663英尺）。

## 人口
根據2020年美國人口普查的數據，柯比的面積為39.88平方千米，當中陸地面積為37.50平方千米，而水域面積為2.39平方千米。當地共有人口721人，而人口密度為每平方千米18人。